# Rhyacophila torva
Rhyacophila torva är en nattsländeart som beskrevs av Hagen 1861. Rhyacophila torva ingår i släktet Rhyacophila och familjen rovnattsländor. Inga underarter finns listade i Catalogue of Life.